# Kortstelige veldridderzwam
De kortstelige veldridderzwam (Melanoleuca brevipes) is een schimmel behorend tot de familie Tricholomataceae. Hij leeft saprotroof op droge tot vochtige, voedselrijke bodems. Hij komt voor in loofbossen o.a. bij Populier (Populus), naaldbossen, o.a. onder Spar (Picea) en gemengde bossen. Verder komt hij voor bij houtwallen, lanen, duinen, steenstorten, stadsparken, wegbermen, etc. Vruchtlichamen zijn vooral te vinden in het voorjaar (mrt-mei), maar soms ook in najaar (okt-dec).

## Kenmerken

### Uiterlijke kenmerken
Hoed
Deze paddenstoel is middelgroot en heeft een hoed met een diameter van 2 tot 8 en in zeldzame gevallen tot 15 cm. Hij is breed uitgespreid of plat, soms met een lichte centrale umbo (bult). Het oppervlak is glad, droog, aanvankelijk donkergrijs tot bijna zwart, daarna wordt het grijs en uiteindelijk vervaagt het naar matbruin of bleker.
Steel
De steel is onderaan verdikt en met zijn lengte 4 tot 6 cm relatief kort in verlijking tot zijn hoed diameter. Het oppervlak is droog en witachtig.
Lamellen
De lamellen zijn aangehecht aan de steel, meestal met een tandje, vrij dicht op elkaar, wit van kleur. De kleur is aan de onderkant in het begin gebroken wit, maar verkleuren met name bij groote weldra tot grijs met vleeskleurige of violette tinten. 
Geur en smaak
Hij heeft een schimmelgeur en een bittere of champignonachtige smaak.

### Microscopische kenmerken
De sporen zijn min of meer elliptisch van vorm, bedekt met amyloïde wratten. De sporenmaat is (7,0)-7,5-9,5 × 4,0-6,0, Q=1,3-2,0, Qav=1,45-1,85. De cheilocystidia zijn talrijk aanwezig, divers van vorm, met afmetingen tot 60 × 9 µm, vaak met ingelegde toppen, met 1-2 septen of zonder septen De pleurocystidia zijn afwezig of zeldzaam aanwezig. Indien aanwezig, lijken ze op cheilocystidia.

## Verspreiding
De waarnemingen van de kortstelige veldridderzwam zijn gemeld in Europa, Noord- en Zuid-Amerika, Azië en Nieuw-Zeeland. In Nederland komt hij algemeen voor. Hij staat niet op de rode lijst en is niet bedreigd.

## Foto's

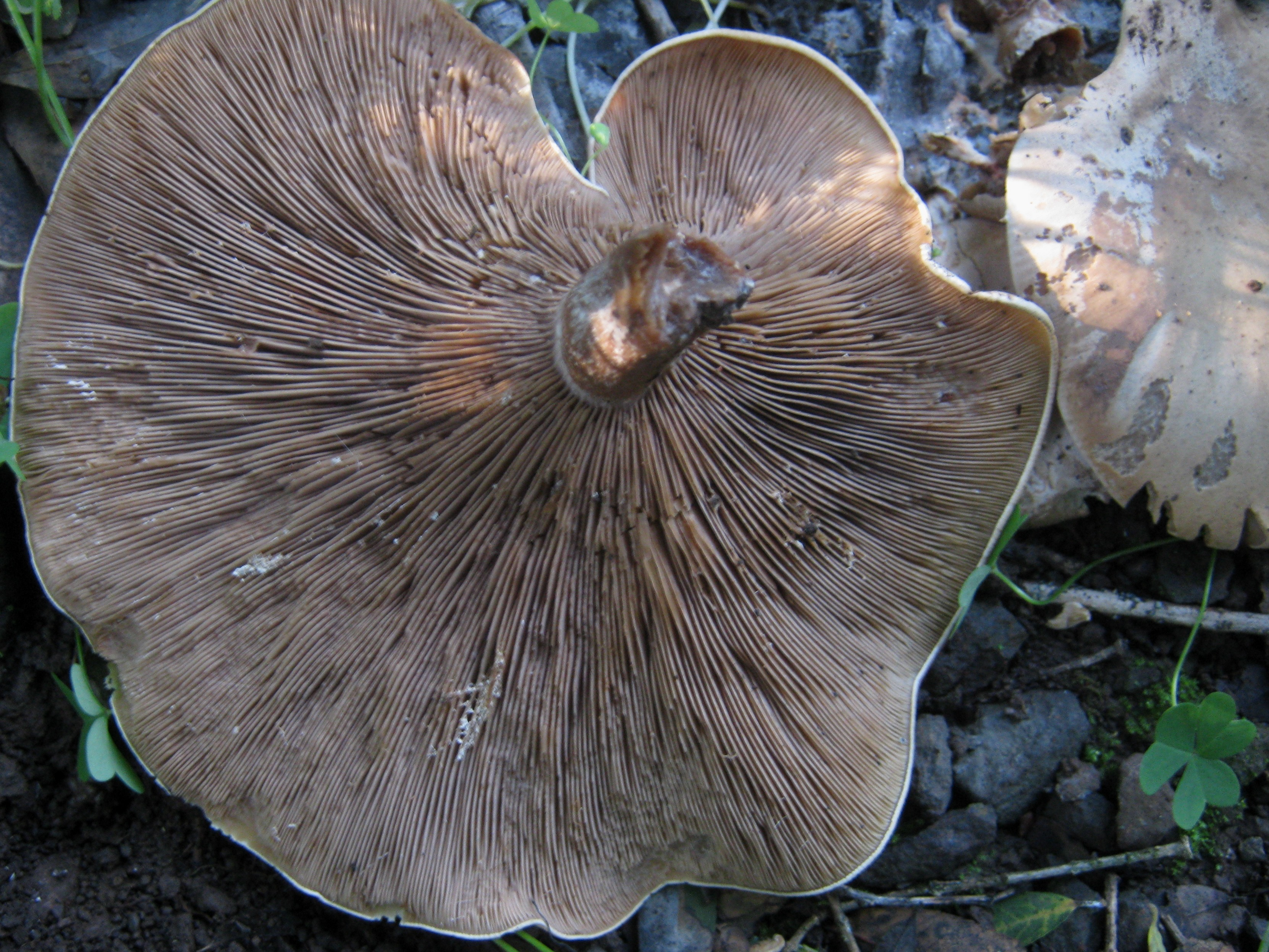
Lamellen
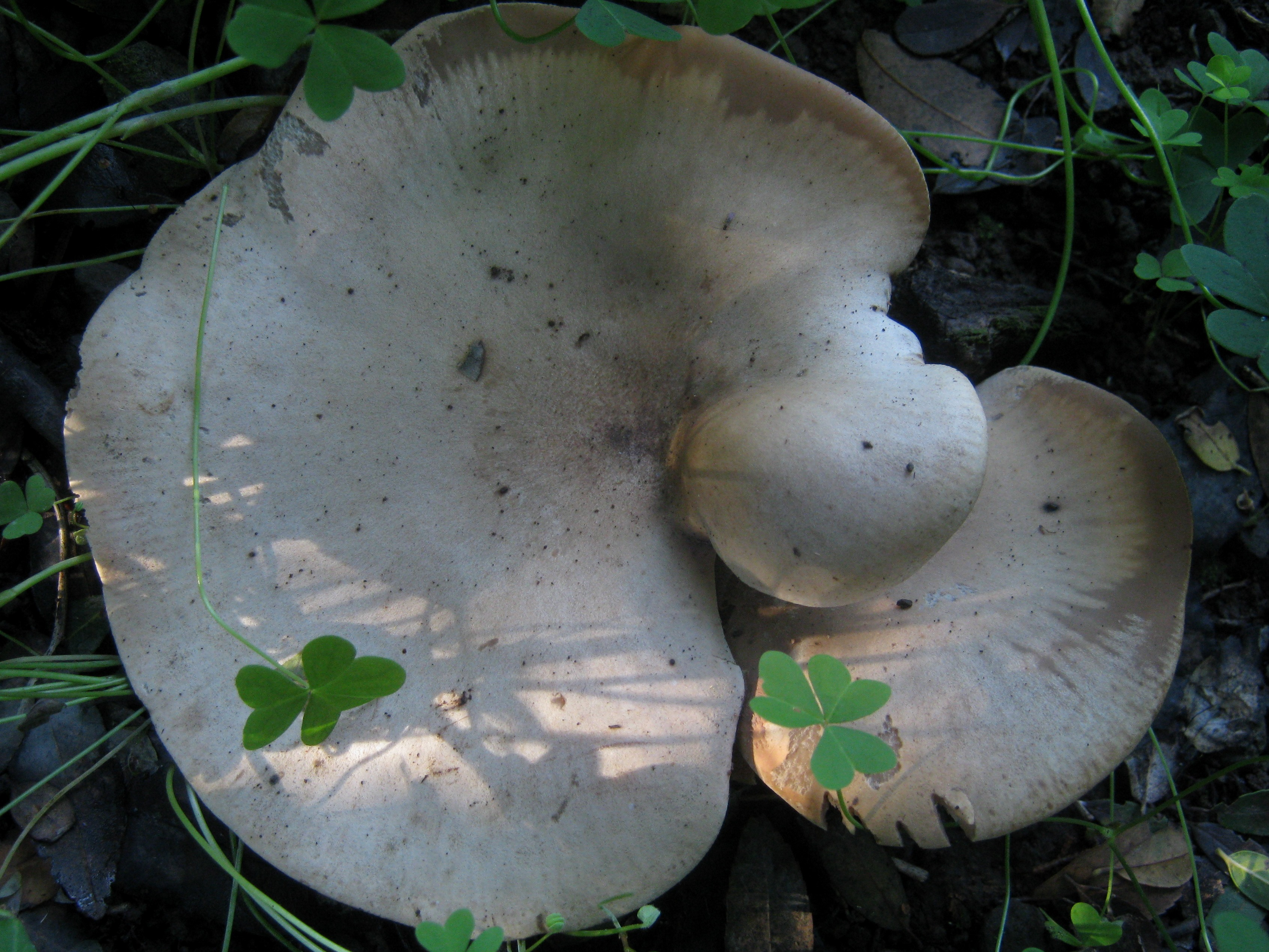
Hoed
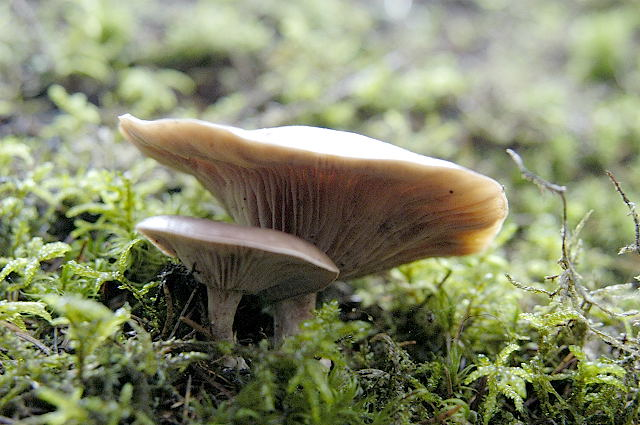
Steel